# 巴特明斯特艾费尔
巴特明斯特艾费尔（德語：Bad Münstereifel，發音：[ˈbaːt mʏnstɐˈʔaɪfl̩] ⓘ）是德国北莱茵-威斯特法伦州科隆行政区奥伊斯基兴县的城市，面积150.83平方千米，2023年12月31日人口为17,568人。

## 友好城市
- 英国 阿什福德
- 法國 富热尔